# Dolichophis caspius
Dolichophis caspius, đôi khi cũng là Coluber caspius là một loài rắn được tìm thấy ở Balkan và một số nơi khác ở Đông Âu và Tiểu Á.
Loài rắn này có thể dài tối đa đến gần 200 xentimét (79 in).

## Phân bố

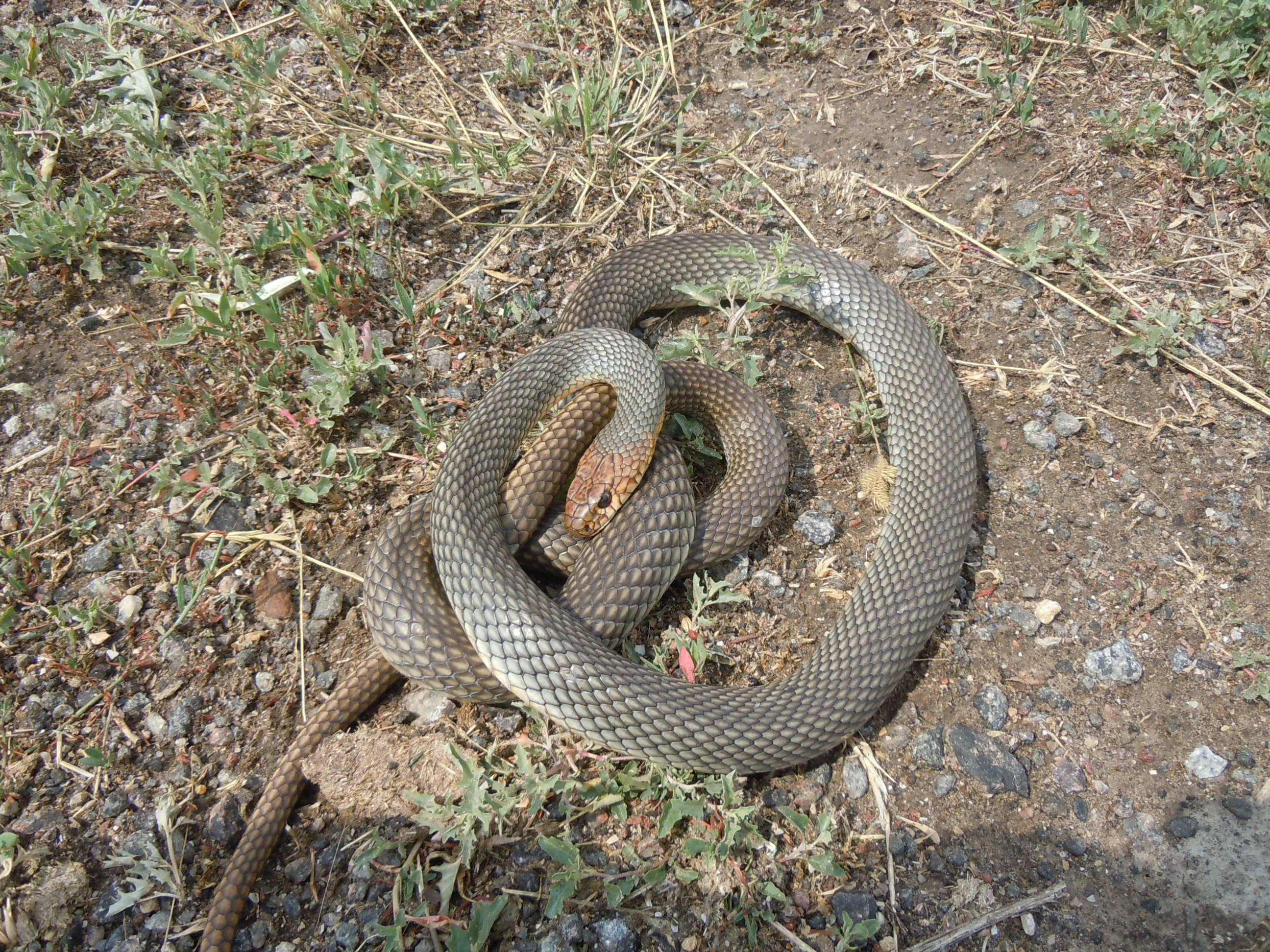
Hình chụp ở Ochakiv, Nam Ukraine

Loài này được tìm thấy trong bán đảo Balkan, các khu vực của Đông Âu và một phần nhỏ của Tiểu Á. Chúng có thể được tìm thấy trong Albania, Bulgaria, Hy Lạp, Macedonia, Serbia, Romania, Croatia, Bosnia và Herzegovina, Slovenia, phía nam Slovakia, châu Âu Thổ Nhĩ Kỳ, Moldova, Montenegro, phía nam Ukraine, phía nam Nga, Kazakhstan, Jordan, và miền nam
Hungary. Kết quả từ một cuộc khảo sát cho thấy môi trường sống của chúng có thể được phân bố dọc theo các khu vực thấp gần sông lớn, chẳng hạn như Danube và Sông Olt.
Trước đây người ta cho rằng đã tuyệt chủng ở Moldavia (miền đông Romania, miền nam Ukraine, Moldova và Tây), nơi mà chúng chỉ được biết đến từ hai địa điểm, và không quan sát được kể từ năm 1937. Ba mẫu vật được thu thập tháng 5 năm 2007 tại hạt Galaţi, phần nào xua tan niềm tin này. Mặc dù loài này được biết đến là phổ biến trong Dobrudja, hiểu biết về phạm vi phân bố của chúng ở ở các khu vực khác là ít ỏi. Chúng được cho là rất hiếm trong các khu vực này, và cũng có thể bị đe dọa cao. Luật pháp quốc gia đã tuyên bố D. caspius là "một có mối quan tâm cộng đồng" và do đó phải được bảo vệ nghiêm ngặt.

## Hình ảnh

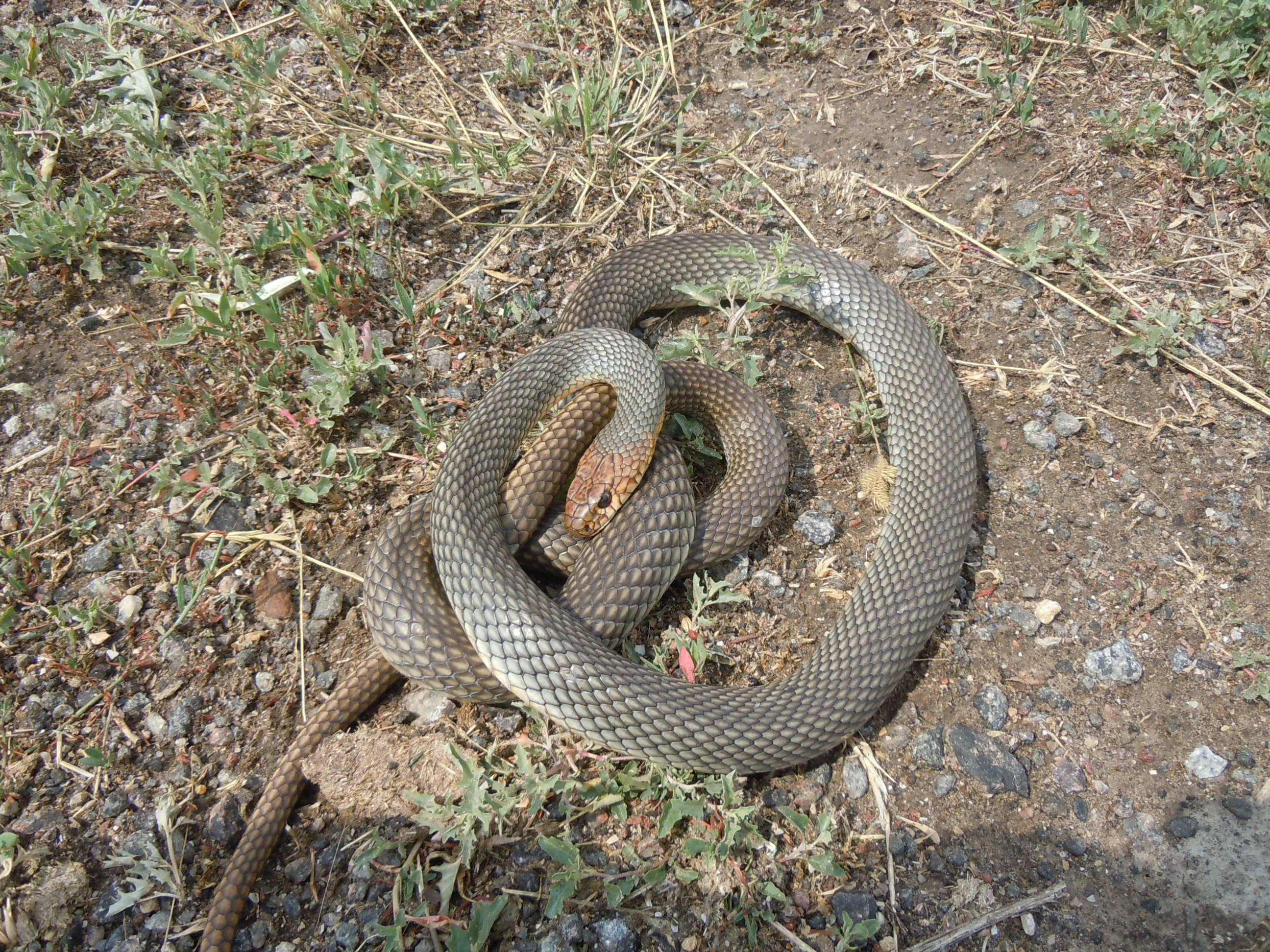
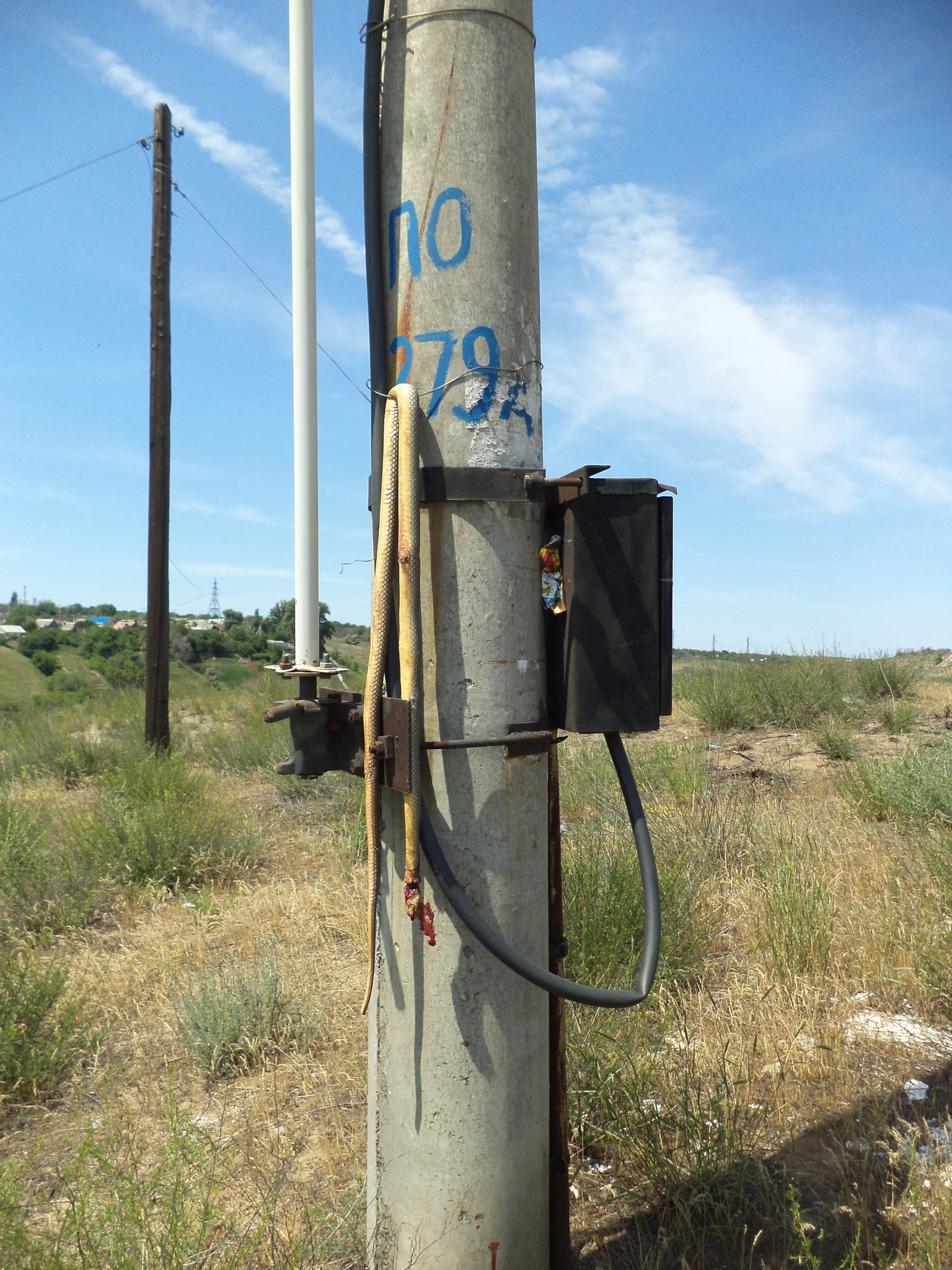